# Prudente de Morais
Prudente José de Morais e Barros (4. října 1841 Itu – 3. prosince 1902 Piracicaba) byl brazilský politik, třetí prezident Brazílie v letech 1894 až 1898. Byl zároveň prvním civilistou v této funkci, první osobou zvolenou přímým lidovým hlasováním a také prvním, kdo řádně dokončil svůj prezidentský mandát. Jeho vláda byla poznamenána rozsáhlou vzpourou zemědělců na severu země a roztržkou s Portugalskem, kterou pak se podařilo zažahnat díky zprostředkování britské královny Viktorie.
Před zvolením prezidentem sloužil Prudente de Morais jako guvernér státu São Paulo a jako předseda brazilského Senátu. Byl také předsedou Ústavodárného shromáždění, jež vytvořilo ústavu z roku 1891.